# Veselivske, Vilneansk
Veselivske (în ucraineană Веселівське) este un sat în comuna Moskovka din raionul Vilneansk, regiunea Zaporijjea, Ucraina.

## Demografie
Componența lingvistică a localității Veselivske
     Ucraineană (91,84%)
     Rusă (8,16%)
Conform recensământului din 2001, majoritatea populației localității Veselivske era vorbitoare de ucraineană (91,84%), existând în minoritate și vorbitori de rusă (8,16%).